# 王宏民
王宏民（1941年—），男，江苏宜兴人，中华人民共和国政治人物。曾担任南京市市长、无锡市市长，及江苏省扶贫领导小组副组长。

## 生平
1964年从北京钢铁学院毕业。1981年，任南京第二钢铁厂副厂长，南京市冶金公司经理。1983年，任南京市人民政府副秘书长，1985年任江苏省冶金工业厅厅长。1987年，任中共无锡市委副书记、无锡市市长，1992年，江苏省科学技术委员会主任。1995年任中共南京市委副书记、南京市市长。后任江苏省扶贫工作领导小组副组长。